# Reiko Aylesworth
Reiko Aylesworth (Evanston, Illinois, 1972. december 9. –) amerikai színésznő.

## Karrier
Egyik leghíresebb szerepe a 24 című sorozat Michelle Dessler szerepe. Először Nina Myers szerepére jelentkezett, de nem kapta meg, a szerepet Sarah Clarke kapta meg. Másodszorra Kate Warner szerepére jelentkezett, azt se neki adták, és így kapta meg Tony Almeida szerelmének, később feleségének szerepét. Ki akarták írni a sorozatból a 3. évadban a Hotel megtámadásánál, de a 24 rajongók lobbizása miatt életben hagyták a szereplőt. Végül, mint Tony Almeida feleségét, visszavonult CTU ügynökként írták ki a sorozatból. A sorozat szerint egy pokolgép végzett vele.
A 24 mellett és után szerepelt a Magyarországon is bemutatott Helyszínelők című sorozatban. Több középszerű amerikai filmben is szerepelt később. Aliens vs. Predator – A Halál a Ragadozó ellen 2 című filmben is szerepelt 2006 szeptemberében. 2007 szeptemberében szerepelt 5 részt a Vészhelyzet című sorozatban, Julia Dupree szerepét játszotta. 2008-ban több filmben is szerepelt. 2008. november 6. óta a Lost című sorozat csapatával forgat, a képernyőn Amy szerepében 2009 eleje óta látható.

## Filmográfia
- One Life to Live (1993–1994)
- Lifestories: Families in Crisis (1996)
- Childhood's End (1997)
- Law & Order (1997)
- A Will of Their Own (1998)
- You've Got Mail (1998)
- Random Hearts (1999)
- Now and Again (1999)
- Ember a Holdon (1999)
- No Deposit, No Return (2000)
- Sherman’s March (2000)
- Az elnök emberei (2000)
- Law & Order: Special Victims Unit (2000)
- All Souls (2001)
- Ed (2002)
- The American Embassy (2002)
- 24 (2002–2006)
- The Dead Zone (2003)
- North of Providence (2003)
- The Last Full Measure (2004)
- CSI: A helyszínelők (2004)
- Shooting Vegetarians (2005)
- Fathers and Sons (2005)
- Crazylove (2005)
- 3 lbs (2005)
- Magma: Volcanic Disaster (2006)
- 24: The Game (2006)
- Conviction (2006)
- The Knights of Prosperity (2007)
- The Killing Floor (2007)
- First (2007)
- Mr. Brooks (2007)
- Aliens vs. Predator – A Halál a Ragadozó ellen 2 (2007)
- Vészhelyzet (2007)
- The Understudy (2008)
- Buzzkill (2008)
- The Assistants (2008)
- Lost (2009–)
- Stargate Universe (2010–)
- Hawaii Five-0 (2011-2014)
- Revolution (2014)

## További információ
- Reiko Aylesworth a PORT.hu-n (magyarul)
- Reiko Aylesworth az Internetes Szinkronadatbázisban (magyarul)
- Reiko Aylesworth az Internet Movie Database-ben (angolul)
- Reiko Aylesworth a Rotten Tomatoeson (angolul)